# Internetový mem

Příklad internetového memu

Internetový mem ([mem]IPA; psáno také internetový meme a čteno [mím], okrajově též [meme]; někdy i jako neutrum internetové meme) neboli internetový fenomén je označení pro myšlenkový koncept, který se šíří prostřednictvím internetu. Termín je volně odvozen ze staršího slova mem (čteno mem), který představuje kulturní obdobu genu. Mem je jednotka kulturní informace a zabývá se jím věda zvaná memetika. Termín poprvé použil v roce 1976 Richard Dawkins ve své knize Sobecký gen.
V případě internetového memu se může jednat o jakoukoli akci, styl nebo jednání, které je šířeno pomocí internetu (sociálních sítí, blogů, e-mailu, diskusních fór) a šíří se tak, že si jej lidé přeposílají mezi sebou. Internetové memy mohou mít formu slov, obrázků, odkazů, internetových stránek, videí, hashtagů aj.[zdroj?]

## Příklady internetových memů
Trollovací, mimo téma, narušování diskuse
- LOLcats – obrázky koček s vtipně zkomolenými popisky[zdroj?]
- Nyan Cat – video animované kočky
- Rickrolling – žert, kdy osoba pošle internetovou adresu, o které tvrdí, že je relevantní k tématu, ale ta ovšem uživatele zavede na klip „Never Gonna Give You Up“ od Ricka Astleyho

hlášky, odkazy na sdílené pozadí, parafráze myšlenky
- All your base are belong to us

hlášky, přeřeky
- Kajšmentke – zkomolenina slovenského slova fajnšmeker (fajnšmekr) v soutěži Pálí vám to?! televizní stanice TV JOJ[4]
- Darude – Sandstorm – žertovná odpověď na otázku o jméně ve videu užitého songu, často komolená dle kontextu[zdroj?]
- Tukabel[zdroj?]
- Je to rebel – hláška z českého filmu S čerty nejsou žerty
- Játrový knedlíček – hláška z televizního pořadu Ano, šéfe![zdroj?]

mediální ikony
- Planking – účelem je položit se jako prkno tváří dolů na neobvyklém místě, vyfotografovat se u toho a následně zveřejnit svoji fotografii na internetu[5]
- Rage Comics – internetové komiksy
- Pedobear – pedofilní medvěd
- Skibidi Toilet – postava ze stejnojmenné webové série od gruzínského animátora Alexeje Gerasimova
- Pravidlo 34 – pravidlo, které říká, že „Pokud to existuje, je o tom i porno“.
- Gangnam Style – virální video
- Harlem Shake – skupinové taneční kreace, které jsou následně nahrány na internet[6][7][8]
- Smoke weed everyday – lyrická část z písně z rapového singlu „The Next Episode“ od Dr.Dre a Snoop Dogga[zdroj?]
- Foku Me – gipsy rapper
- Only in Ohio – divná videa nebo obrázky s nadpisem „Only in Ohio“[zdroj?]

## České internetové memy
Na diskusních serverech českého internetu se jako memy šířily odkazy na nejrůznější fenomény a osobnosti. Jedním z prvních se zřejmě díky svému jménu stala americká sociální psycholožka Ziva Kunda, v pozdějších obdobích účastníci diskusí příbuzných serveru Kompost pěstovali odkazy například na obřího skejťáka. Některé z těchto fenoménů se dostaly i za hranice internetových komunit: příznivci sdružení na Okoun.cz za účelem šíření svého oblíbeného memu Rozum a chtíč dokonce pronajali reklamní prostor na pražské tramvaji.

### Věra Pohlová
„Věra Pohlová, 72 let, důchodkyně“ byla v deníku Metro 17. září 1999 uvedena jako účastnice ankety týkající se úniku informací o sporožirových účtech klientů České spořitelny. Její odpověď se pak v mnoha internetových komunitách šířila jako mem a symbol restriktivního přístupu k problémům informační společnosti. Anketa v deníku Metro ze 17. září 1999 byla otištěna na straně 12 v rubrice Můj názor (ID ME1999092007388472). Byly otištěny názory čtyř lidí, Pohlová zaujala nesmiřitelný postoj. Její odpověď zněla: „Tyhle aféry každého jenom otravují. Já bych všechny ty internety a počítače zakázala.“
Podle redakčního článku Lupy se záhy objevily zprávy, že výrok si vymysleli sami novináři deníku Metro.

### Svatba Jiřího Káry
Jiří Kára (17. srpna 1960 – 29. prosince 2014) byl pražský asociál a internetový jev; jako takový se stal terčem mnoha vtipů a legendou českého internetu. V mládí žil neuspořádaným životem, bral drogy, pil alkohol a poslouchal tvrdou hudbu. Byl několikrát zatčen a odsouzen za krádež i násilné trestné činy. V květnu roku 2001 vznikla nahrávka z jeho svatby, která je považována za velmi kontroverzní, avšak po jejím rozšíření si u mnoha lidí získala velkou oblibu. Snímek svatby byl nejprve vydán na internetovém serveru YouTube, poté jej převzala ostatní média. Jiří Kára zemřel 29. prosince 2014 a lidé mu na jeho počest u večerky v pražské Veletržní ulici 1394/35 každoročně zapalují svíčky. Na místě provizorní radnice, kde svatba probíhala, dnes stojí Centrum Stromovka. Během jeho stavby vznikla petice žádající pojmenování centra na Obchodní centrum Jiřího Káry. S návrhem petenti neuspěli. Jeho manželka Blanka Divišová byla zavražděna neznámým pachatelem půl roku po svatbě v roce 2001.
Záznam svatby byl natočen v květnu 2001 Alexem Skribuckým. Svatební video si ženich nechal zhotovit na zakázku od profesionální agentury ve dvou kopiích. Jednu si nechal a druhou dal svědkovi a dlouholetému kamarádovi Jiřímu „Floydovi“ Horváthovi a sám si nepřál, aby bylo zveřejněno. V první části videa se Kára se svými kamarády Milošem Ouřadou, Jiřím Horváthem a Hansem nachází před večerkou na ulici Veletržní v Praze, kde se baví, pijí pivo a kouří cigarety. Károva nastávající manželka Blanka Divišová a Milošova přítelkyně Hana přicházejí později. Potom už jdou na úřad, kde se k nim připojují Tomáš Stránský a Jiří Hovorka. V druhé části je vidět samotný svatební obřad, který je několikrát přerušen vinou vyrušování svatebčanů. Celá svatba je málem zrušena oddávajícím Lubošem Vayhelem kvůli nedostatečnému klidu. V třetí části je vidět konec svatby a následné oslavy na ulici před úřadem.
Dne 30. července 2008 bylo svatební video nahráno ve třech částech na YouTube a 14. listopadu 2015 byl znovu nahráno jako celek, avšak jinými uživateli. Videa měla nízkou kvalitu zvuku a obrazu. Všechny tyto záznamy byly smazány, ale ještě před jejich odstraněním byla v roce 2018 na YouTube nahrána remasterovaná verze s upravenou kvalitou obrazu, zvuku a přidanými českými titulky. Jak někdo získal originální záznam Károvy svatby není známo. V roce 2023 bylo video znovu remasterováno a v září 2023 zamířilo do českých kin.

### Henryk Lahola
JUDr. PhDr. Mgr. et Mgr. Henryk Lahola je autor Nezávislých, apolitických, mimovládních webových stránek www.henryklahola.nazory.cz, na nichž se představuje jako český doktor práv a filozofie, zastávající silně konzervativní katolické postoje.[zdroj?] Své jméno uvádí vždy důsledně se všemi těmito tituly, byť z hlediska ustálených zvyklostí je obvyklé uvádět pouze JUDr. PhDr. Henryk Lahola, neboť uvedené tzv. „malé“ doktorské tituly získal v rigorózním řízení ve stejných oborech jako své tituly magisterské. On sám zastává názor, že zatajování nižších akademických titulů je trestné.
Ačkoli webové stránky existovaly již v říjnu 2006, do širšího povědomí se dostaly zvláště na konci července 2007, kdy byly magazínem Technet serveru iDNES navrženy mezi dvacet nejhorších českých webů. Zařazení bylo zdůvodněno tím, že se na svých stránkách Lahola „nezabývá ničím jiným než propagací svých čtyř akademických titulů a urážením všech, kteří titul nemají nebo jsou nositeli pouze jednoho ‚jedináčka‘“. Laholův web nakonec obsadil v anketě druhé místo s více než třiceti tisíci hlasy.

### Jožin zbažin
Díky YouTube se v roce 2008 v Polsku šířilo jako internetový fenomén video k české písni Banjo Bandu Ivana Mládka „Jožin z bažin“ z roku 1978. Píseň se v Polsku dostala do rádií i televize a dočkala se několika variací. Z Polska se fenomén rozšířil do Ruska, kde vznikla i verze s ruským textem odkazujícím k Putinovi. Svou verzi předvedla na svém pražském koncertě v roce 2018 také americká kapela Metallica.

### LuŠtěLa
LuŠtěLa (odvozeno od křestních jmen původního složení Lucie, Štěpánka, Larisa) je česká kapela, která se v roce 2010 skládala ze tří třinácti až patnáctiletých dívek z Ledče nad Sázavou. Dne 28. července 2009 natočily klip ke svému hitu Patnáctiny, který se následně objevil na serveru YouTube, kde byl po několika dnech zhlédnut 120 000 krát. Během čtvrt roku měl více než 560 tisíc zhlédnutí. U klipu se objevilo dva tisíce komentářů, většina z nich byly nadávky a výsměch, nebo ostrá kritika. Vešel ve známost pomocí internetových sociálních sítí. K roku 2024 jsou komentáře vypnuty a samotné video má přes 2,1 milionů zhlédnutí.
Internetová popularita skupiny způsobila, že koncert 23. 1. 2010 v pražském klubu Matrix, původně plánovaný jako uzavřený večírek gymnasistů, s lístky za 60 korun, navštívilo okolo tisícovky lidí. „Za celých šest let, co klub funguje, bylo takhle plno jen dvakrát,“ vyjádřil se Michal Tůma, který měl na starosti pořádání koncertu. Podle Petra Adámka se většina lidí ale přišla do klubu Matrix prostě bavit, nebo si z dívek dělat legraci.
V roce 2010 plzeňská skupina Umbrtka natočila parodii na píseň LuŠtěLy (uváděnou jako A tribute to LuŠtěLa) s názvem Šedesátiny.
LuŠtěLa navzdory posměchům vystoupila za rok 2010 na více než padesáti akcích. Koncem listopadu 2010 ze skupiny odešla Larrisa Khachatryan a z LuŠtěLy se tak stalo duo, ve kterém zůstaly Štěpánka Vrbová a Vanessa Suchecká. Larissin odchod zapříčinil také pozdržení vydání jejich debutového alba, neboť zbylé dívky musely v již natočených písničkách přezpívat Larrissiny party.

### Zvědavé dotazníky
Zvědavé/Zvídavé dotazníky jsou krátká videa, která v roce 2010 vytvořila česká bloggerka Natálie Smutková.
Na svůj blog Natalia dostávala spoustu dotazů. Jednou dostala návrh, aby odpovědi na ty dotazy nahrála na video. Natalia se toho chytla a vytvořila video nazvané Zvědavý/Zvídavý dotazník. Video je ovšem velmi nekvalitní a také velice zřetelně neprofesionální. Hudební kulisa je příliš hlasitá, Natalia dělá časté přeřeky a anakoluty. Výrazný je také vzhled a dětský hlas Natalie a její dětský pokoj, který má stěny vymalovány na křiklavou růžovou. Video ovšem objevil influencer Kazma, autor populární One Man Show, a v domnění, že video obsahuje chyby schválně, aby bylo vtipné, ho vložil na Facebook. Video se rázem stalo na Facebooku (a následně i na YouTube) velmi populární, brzy ho zhlédlo více než půl milionu lidí. Blog Natalie se stal na nějakou dobu nejnavštěvovanějším českým blogem a Natalia si vysloužila přezdívku Královna českého internetu. Krátce na to Natalia natočila druhý a později i třetí díl a i tato videa se stala velmi populární.
Natalii probíralo mnoho českých médií, mj. několikrát i Reflex (jednou dokonce tvořila hlavní část titulní strany), její videa se objevila i v televizi.

### Hořící pařez
Od roku 2012 se jako „internetový vtip“ šíří zpráva o banálním zásahu brněnských hasičů u požáru pařezu v městské části Brno-Kohoutovice, kterou otiskl Brněnský deník pod titulkem „V Kohoutovicích hořel pařez“. Zpráva inspirovala i vznik tří vydání básnických sbírek založených na podobných zprávách Městské policie Brno.

### Houby ve vlaku
Ve facebookové stránce Houbaři a přátelé lesa se objevily fotky z vlaku, kde v rohu neudržovaného vagónu roste z podlahy skupina hub. Houby byly nazvány „putovními houbami“. Na fotky zareagoval s vtipem i oficiální profil Českých drah s tím, že jde o houby pěstované pro jídelní vozy. V oficiálním duchu pak České dráhy přiznaly, že jde o starý přípojný vůz Btx, který již brzy bude vyřazen z provozu. O této příhodě informovala krátce i Česká televize ve své hlavní zpravodajské relaci Události 20. října 2019 i další média.

### Královec
Dne 28. září 2022 polský parodický twitterový účet uvedl myšlenku, že by se území ruské Kaliningradské oblasti s hlavním městem Kaliningradem (jehož český název Královec odkazuje na krále Přemysla Otakara II.) mohlo rozdělit mezi Česko a Polsko. Česko by tak získalo nové území a zejména přístup k moři. Mem vznikl v kontextu probíhající války na Ukrajině v bezprostřední reakci na referenda o připojení k Rusku, která se uskutečnila na Ruskem okupovaných územích Ukrajiny a o jejichž legitimitě a pravdivosti zveřejněných výsledků vzneslo mezinárodní společenství pochybnosti.
Poté, co polský tweet sdílel europoslanec Tomáš Zdechovský, vznikla internetová petice pro připojení Kaliningradské oblasti k Česku a vtip se vyvinul jeden z největších českých internetových memů. Vznikl parodický twitterový účet českého Královce a další petice byla založena na Portálu občana. Ruský zpravodajský web EurAsia Daily vzal slova Tomáše Zdechovského vážně a napsal, že „europoslanec navrhl rozdělení Kaliningradské oblasti mezi Českou republiku a Polsko“ a o příspěvku informoval jako o reálném návrhu. Česká novinářka Darina Vymětalíková uvedla, že byla kontaktována novinářkou z Radio France Internationale, která se mylně domnívala, že Česko skutečně plánuje anexi Kaliningradu.
Tento mem pomohla šířit i Slovenská policie, když na svém instagramovém profilu sdílela text, že nabízí pomoc svých policistů při anexi a přebrání Královce. Pod to, ve spojitosti s jejich stránkou na vyvracení hoaxů uvedla, že se jedná o žert.[zdroj?]